# Étienne Vigée

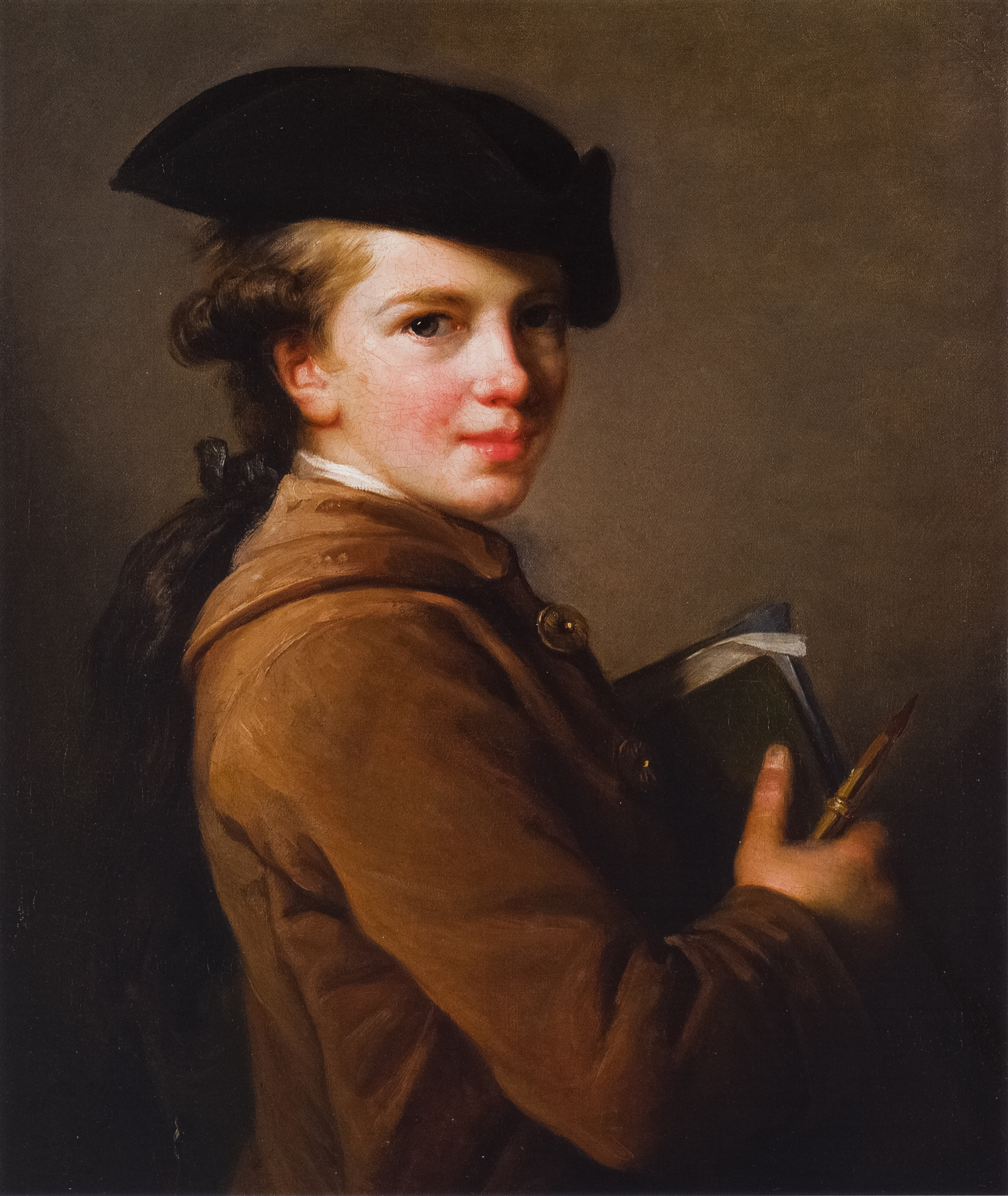
Porträt des jungen Vigée (1773), gemalt von seiner Schwester

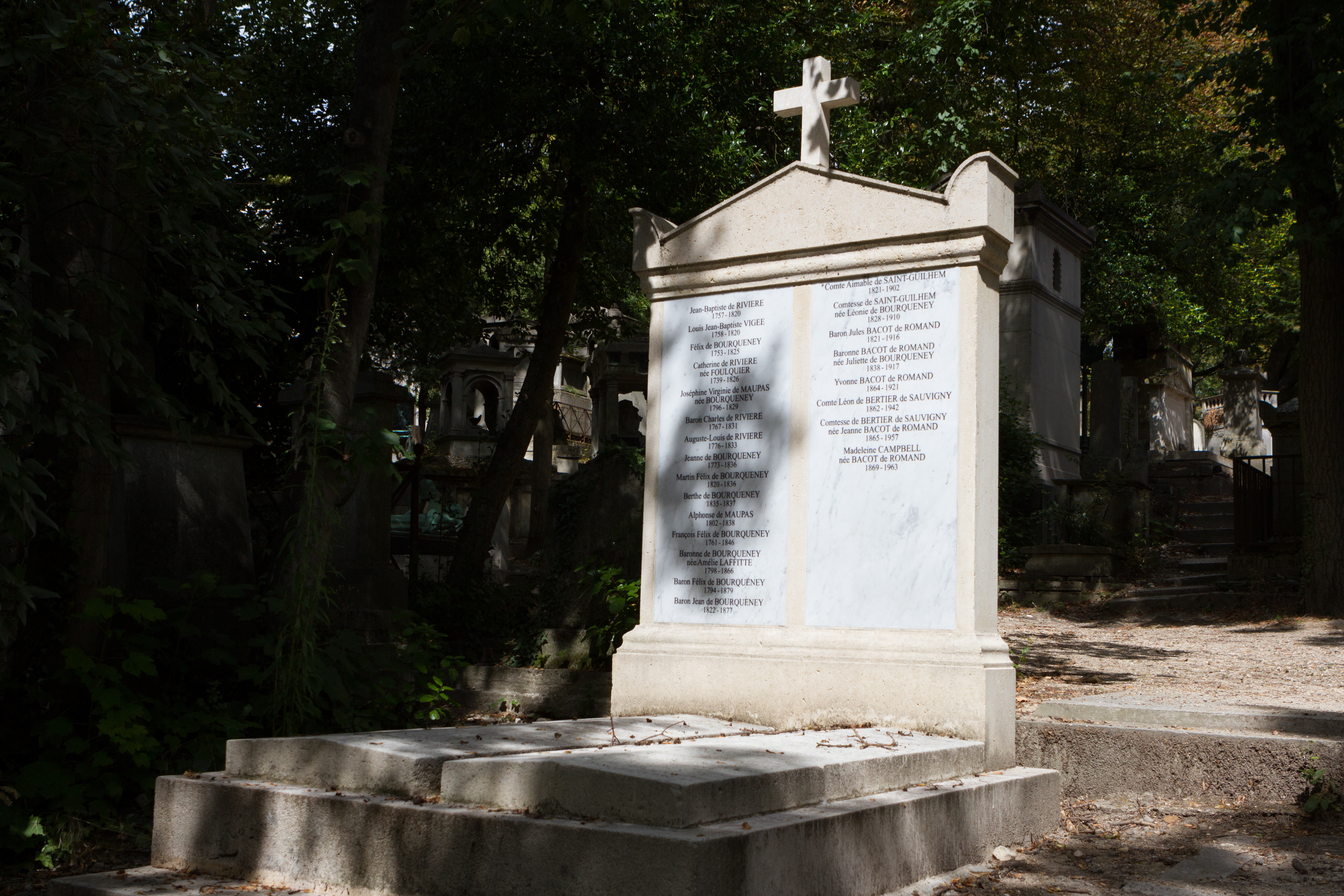
Grabstätte Vigées auf dem Cimetière du Père-Lachaise

Louis-Jean-Baptiste-Étienne Vigée, genannt Étienne Vigée (* 2. Dezember 1758 in Paris; † 7. August 1820 ebenda), war ein französischer Literat, Poet, Dramatiker und Revolutionär.

## Biographie
Vigée war Sohn eines unbedeutenden Malers. Er und seine Schwester Élisabeth wurden vom Vater ausgebildet, aber im Gegensatz zu seiner Schwester schlug er eine andere Laufbahn ein. Er ließ sich dann auch viel Zeit mit seiner Ausbildung und erst 1783, im Alter von 25 Jahren, veröffentlichte er eine erste Komödie im Stil von Claude-Joseph Dorat. Das Stück, Aveux difficiles (Schwierige Geständnisse), rief sofort einen Widersacher, den Baron d'Estat, auf den Plan, der Vigée beschuldigte, ihm die Idee gestohlen zu haben. Diese Querele wurde öffentlich im Journal de Paris ausgetragen und amüsierte die Leser sehr, die sich letztendlich auf die Seite Vigées stellten.
Auf Vigée aufmerksam geworden, nahm der Comte de Vaudreuil ihn unter seine Fittiche und verschaffte ihm eine Stellung als Sekretär in einem Adelshaus, die er bis zur französischen Revolution 1789 innehaben sollte. Er übernahm dann noch kurz vor der Revolution den von Claude-Sixte Sautreau de Marsy gegründeten Musen-Almanach, den Almanach des muses, den er bis zu seinem Tod fortführen sollte.
Durch die Revolution verlor er seine Stellung und er schlug sich auf die Seite der Revolutionäre. Aus diesem Anlass schrieb er ein weiteres Stück, die Ode à la liberté, die den Sturz des Königs und den Sieg der Republikaner feiern sollte. Vigée übernahm den Vorsitz einer Sektion der Jakobiner, bis 1793 Robespierre das Regime übernahm, dessen entschiedener Gegner er war, und er deshalb in Haft kam. Dort schrieb er Nouvelle Chartreuse (Neue Kartause), das die Umstände seiner Haft beschrieb. Erst Ende 1794 wurde er auf Kaution, die Freunde, Literaten und Künstler, aufgebracht hatten, aus der Haft entlassen. Im Oktober des folgenden Jahres musste er als ehemaliger Jakobiner, nachdem das Direktorium an die Macht gekommen war, untertauchen. Doch schon 1796 wurde Vigée rehabilitiert und zum Leiter des bureau à la liquidation, der Behörde, die die Vermögen der Revolutionsflüchtlinge abwickelte, berufen. Dieses Amt übte er bis zum Staatsstreich Napoleon Bonapartes 1799 aus.
Nach dem Tod Jean-François de La Harpes übernahm er die Literaturvorlesungen am Lycée, was ihm große Freude bereitete. Er lehrte die Schüler das Lesen von Versen und das Deklamieren. Überhaupt hatte er mit den Revolutionsjahren, in denen er alles verlor, abgeschlossen und zitierte, frei nach Jean-François Ducis: Je suis riche du bien dont je sais me passer (Ich bin reich an dem Guten, von dem ich weiß, wie ich darauf verzichten kann). Für diese Tätigkeit und auch seine Stücke wurde er allgemein anerkannt und er wurde zum Ritter der Ehrenlegion ernannt. Er vergaß ab da nie seinem Namen den Titel Chevallier voranzustellen.
Vigée war Mitglied der Association philotechnique und bewarb sich mehrere Male erfolglos an der Académie française, worauf er ein Spottgedicht verfasste. Als Antwort erhielt er von Nicolas-Louis François de Neufchâteau ebenfalls ein Spottgedicht, das Vigée als töricht bezeichnete und ganz Paris ihn, bei einer neuerlichen Bewerbung, beim Wort nehmen würde.
Vigée hatte sich in seinem Leben viele Feinde gemacht. Dazu kam, dass auch der Erfolg seiner jüngeren Jahre abnahm und verblasste. Er wurde zunehmend depressiv und verdrießlich, was so weit führte, dass er voller Sarkasmus nur noch Neider und Feinde um sich sah. Gegen Ende seines Lebens litt Vigée unter zunehmenden gesundheitlichen Problemen. Er verfasste noch eine Epistel für seine Totenmesse und genaue Anweisungen für seinen Leichenzug und die Beisetzung, womit er seinen Freund Ange-Étienne-Xavier Poisson de La Chabeaussière beauftragte. 
Vigées Komödien waren weder besonders lustig noch besonders lebensnah, aber sie bestachen durch präzise Sprache und detaillierte Beschreibung von Momenten des Glücks und der Liebe. Seine Gedichte, die er neben den Komödien schrieb, verrieten hohe Sprachkunst.

## Werke (Auszug)

### Komödien
- Aveux difficiles, 1783
- La Belle Mère, 1788
- Dangerss d’un seconde mariage, 1788
- L’Entrevue, 1789
- La Matinée d’une jolie femme, 1792
- Nouvelle Chartreuse, 1794
- La Métromanie,
- La nouvelle abeille du Parnasse, 1808

### Gedichte
- Ma Jeunesse
- Mes Contentions
- Mes Visites
- Mes Rencontres